# Włodzimierz Uświeczew
Włodzimierz Uświeczew (ur. 5 lipca 1914 w Kontopie, zm. 25 marca 1971 w Warszawie) – polski strażak.

## Życiorys
Urodził się 5 lipca 1914 w Kontopie na Wileńszczyźnie. W 1933 ukończył gimnazjum im. Zygmunta Augusta w Wilnie. Służbę wojskową odbył w Lidzie i w 1935 ukończył kurs dla zawodowych oficerów pożarnictwa w Łodzi.
W czasie II wojny światowej był internowany i osadzony w obozie na Litwie.
Po wojnie przez krótki okres był komendantem wojewódzkim Straży Pożarnych w Kielcach a następnie został przeniesiony do Warszawy. Odpowiadał za organizację szkoleń pożarniczych, ustalając wiele zasad. W 1953 został komendantem Centralnej Oficerskiej Szkoły Pożarniczej. Od 1957 będąc szefem służb operacyjnych wprowadził wiele rozwiązań w działaniu podległych sobie jednostek, wykazując duże umiejętności organizacyjne. W latach 1967–1969 kierował biurem normalizacji Komendy Głównej Straży Pożarnej.
Odznaczony Krzyżem Kawalerskim Odrodzenia Polski.
Zmarł dnia 25 marca 1971 w Warszawie i został pochowany na Powązkach Wojskowych (kwatera B19-3-7).